# 알리 무가얏 샤

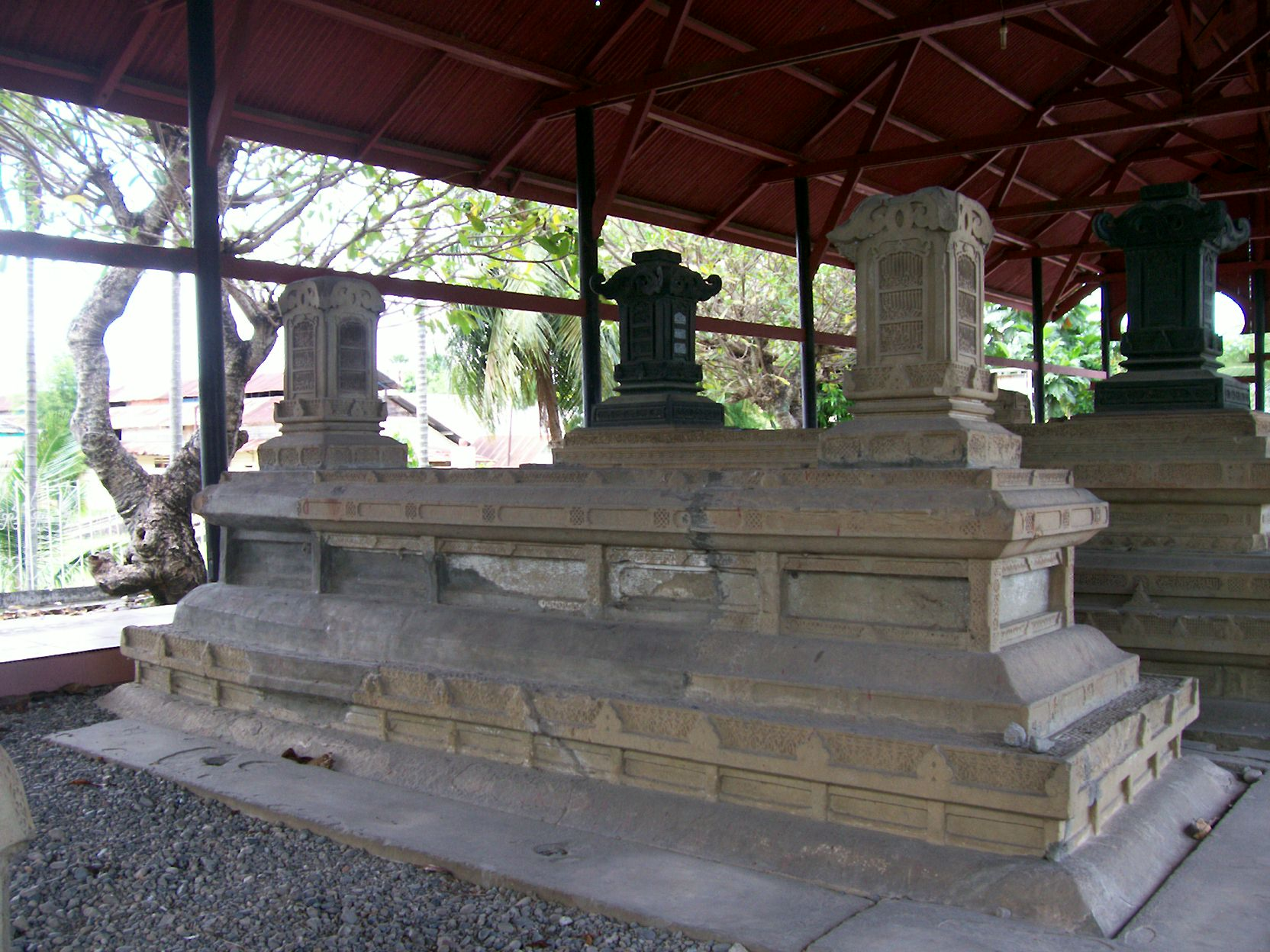
무덤

아체의 알리 무가얏 샤(인도네시아어: Ali Mughayat Syah dari Aceh, - 1530년, 재위 1514년 또는 1496년 - 1530년)는 아체 술탄국을 창건한 군주이자 초대 술탄이다. 참파의 도성 비자야가 1471년 베트남군에 약탈당할 때 이를 탈출한 참파의 왕자 샤 파우 링(Syah Pau Ling, 참파의 군주 샤 파우 쿠바의 아들)과 동일 인물이거나 그 친척으로 추정되는 인물이다. 실제로 아체어는 아체참어군에서 참어군에 속하지 않는 유일한 언어이다.
1520년, 이 인물은 수마트라섬 북부를 점령하기 위한 군사 작전을 개시하였다. 토메 피레스에 따르면 가장 먼저 공격의 목표가 된 곳은 아직 이슬람화가 이루어지지 않은 지역인 북서 해안의 다야였다고 한다. 이 원정을 성공시킨 그는 동부 해안의 후추와 금 산지가 있는 지역으로 지배 범위를 확장해 나갔다. 파사이(Pasai), 프디르(Pedir) 등을 정복할 때는 해당 지역에 주둔하던 포르투갈의 주둔군을 축출하였고, 1524년 아루(Aru)를 정복하면서는 포르투갈의 함대를 물리쳤다. 이러한 그의 활발한 군사적 활동은 이 지역에서 포르투갈의 해군력 및 조호르 술탄국이 보유한 수마트라에서의 이권에 공히 위협이 되었다.
1530년 알리 무가얏 샤가 사망하고 나서 아체 술탄국의 술탄위는 장남 살라후딘에게로 넘어갔는데, 살라후딘은 아버지만큼의 군사적 수완을 발휘하지 못하였다.

## 같이 보기
- 아체 술탄국
- 인도네시아에서의 이슬람교 확산

## 참고 문헌
- M.C. Ricklefs, A History of Modern Indonesia Since c. 1300, Stanford: Stanford University Press, 1994, pp. 32–33.